# سيميون أكينولا
سيميون أكينولا أولونيريكون (من مواليد 9 أغسطس 1992) هو لاعب كرة قدم إسباني ولد في نيجيريا يلعب مع ساوثيند يونايتد.